# Madeline Carroll

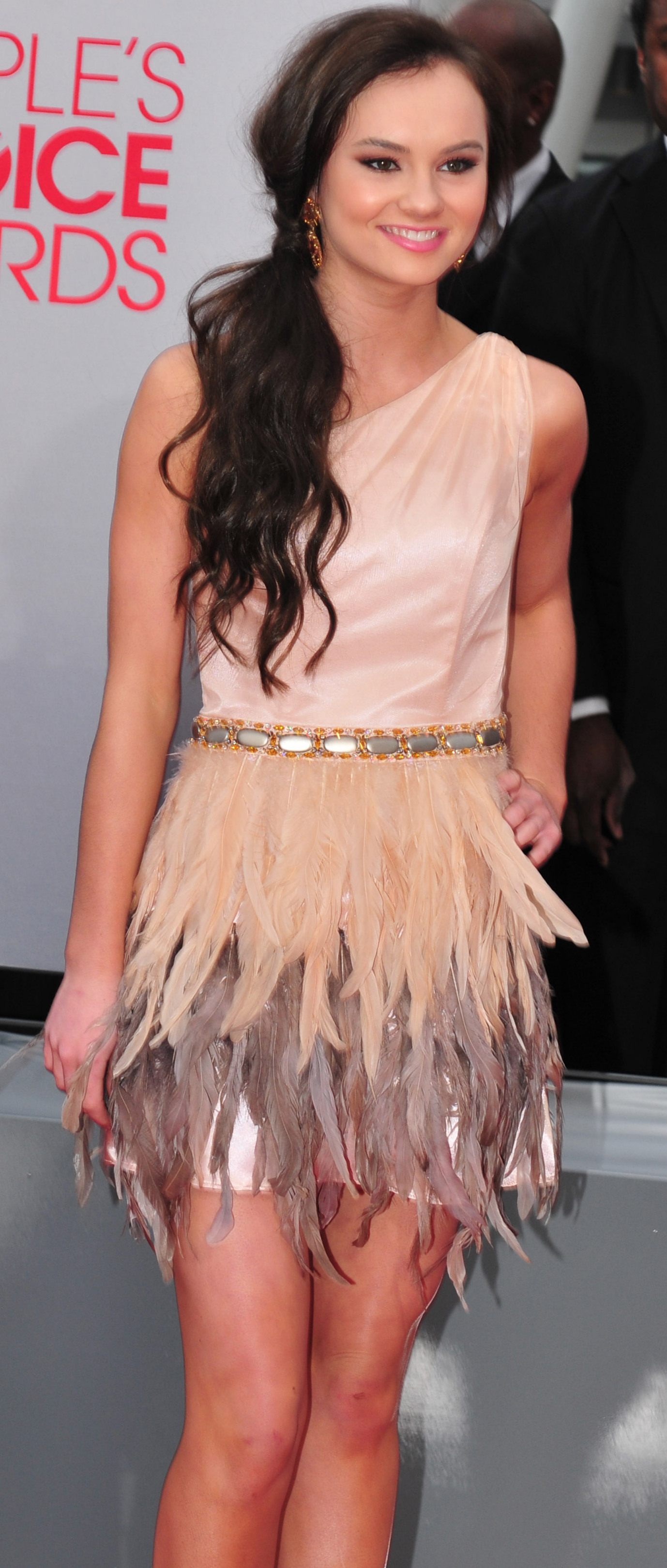
Madeline Carroll bei den People’s Choice Awards 2012

Madeline Carroll (* 18. März 1996 in Los Angeles, Kalifornien) ist eine US-amerikanische Schauspielerin, Synchronsprecherin und Model.

## Leben und Karriere
Die 1996 in Los Angeles geborene Madeline Carroll wuchs dort mit drei Brüdern auf. Nach ihrer Entdeckung im Alter von drei Jahren in einem Nagelstudio im Stadtteil Sherman Oaks wurde Carroll laufend in verschiedenen zum Teil nationalen Werbespots eingesetzt und posierte als Model auch für Printkampagnen zahlreicher bekannter Marken und Unternehmen. Ihren ersten Job in der Werbebranche hatte sie dabei in einer Kampagne der Marke Sears im Alter von drei Jahren. Ihren ersten Werbespot dreht sie mit dreieinhalb Jahren für Fisher-Price. In den folgenden Jahren brachte es die Cousine von Schauspielerin Grace Johnston zu mehr als 60 Auftritten im Werbebereich. Ihren ersten nennenswerten Auftritt im Film- und Fernsehbereich hatte Madeline Carroll, die parallel zu ihrer Modelkarriere auch Theater in kleineren lokalen Produktionen spielte, im Jahre 2003 in einer Episode von Cold Case – Kein Opfer ist je vergessen. 2009 hatte sie einen weiteren Auftritt in einer größeren Gastrolle der US-Serie.
Ihren Durchbruch als Schauspielerin hatte sie 2005, als sie unter anderem in Hidden Howie: The Private Life of a Public Nuisance, dem Pilotfilm einer NBC-Serie, die nie fertigproduziert wurde. Im gleichen Jahr folgten auch noch Auftritte in jeweils zwei Episoden der Fernsehserien Night Stalker und Wanted.
2006 spielte sie unter anderem in den Filmen Unbekannter Anrufer und Santa Clause 3 – Eine frostige Bescherung mit. Für ihre Rolle der Cocoa bei Santa Clause wurde sie zusammen mit einem weiteren neunköpfigen Team junger Schauspieler 2007 für den Young Artist Award in der Kategorie „Best Young Ensemble in a Feature Film“ nominiert.
Weitere Kurz- und Gastauftritte hatte sie 2006 in der Serie All of Us und der Seifenoper Passions. 2007 trat Carroll in einer Episode der erfolgreichen US-Serie Lost auf und hatte an der Seite von Laura Marano, Tim Bagley, Wendi McLendon-Covey, Mindy Sterling oder Carlos Alazraqui eine der Hauptrollen im Kurzfilm Goldfish inne. Einen weiteren größeren Auftritt verzeichnete sie in dem Science-Fiction-Horror-Thriller Resident Evil: Extinction.
2008 wurde sie als eine der Hauptdarstellerinnen in den Cast von High School Musical: Get in the Picture geholt und hatte eine Gastrolle in der US-Serie Grey’s Anatomy.
In der Komödie Swing Vote – Die beste Wahl mit Kevin Costner spielte sie 2008 als Molly Johnson ihre erste Hauptrolle. Hierfür wurde sie zum zweiten Mal für einen Young Artist Award nominiert – diesmal in der Kategorie „Best Performance in a Feature Film – Leading Young Actress“. 2009 brachte sie es schließlich zu einer Reihe von Gastauftritten in verschiedenen international ausgestrahlten Fernsehserien. So war sie unter anderem in jeweils einer Folge von Lie to Me, The Cleaner, Navy CIS und der bereits genannten Episode von Cold Case im Einsatz. Ihren einzigen Filmeinsatz in diesem Jahr hatte sie in einer Synchronrolle im Animationsfilm Astro Boy – Der Film.
Eine Reihe von Filmauftritten folgte 2010, als sie unter anderem in den Filmen Café, Spy Daddy, Astro Boy vs. The Junkyard Pirates, Roshambo und Verliebt und ausgeflippt eingesetzt wurde und dabei neben einigen Nebenrollen auch Hauptrollen innehatte. Außerdem war sie in diesem Jahr ein weiteres Mal in einem Pilot im Einsatz, diesmal in einem von CBS, zu dem ebenfalls eine Serie entstehen hätte sollen. In dem bereits erwähnten Film Astro Boy vs. The Junkyard Pirates lieh sie erneut dem gleichen Charakter ihre Stimme. Des Weiteren war sie in einer Episode von Private Practice zu sehen.
Im Jahre 2011 übernahm die sozial engagierte Madeline Carroll, die sowohl eine christliche Non-Profit-Organisation im Kampf gegen Kinderprostitution unterstützt als auch an Benefizveranstaltungen gegen Krebs teilnimmt, eine wesentliche Rolle im Film Mr. Poppers Pinguine, der am 23. Juni in den deutschsprachigen Kinos anlief. Einen weiteren Einsatz konnte sie in einer Episode von R.L. Stine’s The Haunting Hour verzeichnen, die Anfang Januar 2011 erstmals ausgestrahlt wurde. Zudem folgten im Jahr 2011 noch Filmauftritte in Machine Gun Preacher und Vanilla Gorilla.
Nachdem sie bereits im Jahre 2010 in Rob Reiners Film Verliebt und ausgeflippt zu sehen war, wurde sie bald darauf ein weiteres Mal in den Cast eines Films des erfolgreichen Allrounders geholt. Der Film The Magic of Belle Isle – Ein verzauberter Sommer, Arbeitstitel Summer at Dog Dave’s, startete am 6. Juni 2012 in den amerikanischen Kinos. Die Dreharbeiten dazu hatten am 11. Juli 2011 in Greenwood Lake begonnen.

## Filmografie
Filmauftritte (auch Kurzauftritte)
- 2005: Hidden Howie: The Private Life of a Public Nuisance → Pilot
- 2006: Unbekannter Anrufer (When a Stranger Calls)
- 2006: Santa Clause 3 – Eine frostige Bescherung (The Santa Clause 3: The Escape Clause)
- 2007: Goldfish
- 2007: Resident Evil: Extinction
- 2008: Swing Vote – Die beste Wahl (Swing Vote)
- 2009: Astro Boy – Der Film (Astro Boy) → Synchronrolle
- 2010: The Quinn-Tuplets → Pilot
- 2010: Café – Wo das Leben sich trifft (Café)
- 2010: Spy Daddy (The Spy Next Door)
- 2010: Astro Boy vs. The Junkyard Pirates → Synchronrolle
- 2010: Roshambo (Kurzfilm)
- 2010: Verliebt und ausgeflippt (Flipped)
- 2011: Mr. Poppers Pinguine (Mr. Popper's Penguins)
- 2011: Machine Gun Preacher
- 2012: The Magic of Belle Isle – Ein verzauberter Sommer (The Magic of Belle Isle)
- 2018: I Can Only Imagine
- 2018: Ich bin das Glück dieser Erde (Destined to Ride)

Serienauftritte (auch Gast- und Kurzauftritte)
- 2003+2009: Cold Case – Kein Opfer ist je vergessen (Cold Case) (2 Episoden)
- 2005: Night Stalker (2 Episoden)
- 2005: Wanted (2 Episoden)
- 2006: All of Us (1 Episode)
- 2006: Passions (1 Episode)
- 2007: Lost (1 Episode)
- 2008: High School Musical: Get in the Picture (11 Episoden)
- 2008: Grey’s Anatomy (1 Episode)
- 2009: Lie to Me (1 Episode)
- 2009: The Cleaner (1 Episode)
- 2009: Navy CIS (NCIS) (1 Episode)
- 2010: Private Practice (1 Episode)
- 2011: R.L. Stine’s The Haunting Hour (1 Episode)
- 2014: Scandal (2 Episoden)
- 2018: Criminal Minds (1 Episode)

## Nominierungen
- 2007: Young Artist Award in der Kategorie „Best Young Ensemble in a Feature Film“ für ihr Engagement in Santa Clause 3 – Eine frostige Bescherung (zusammen mit einem weiteren neunköpfigen Team)[3]
- 2009: Young Artist Award in der Kategorie „Best Performance in a Feature Film – Leading Young Actress“ für ihr Engagement in Swing Vote[5]